# Alsólendvai járás
Az Alsólendvai járás egy járás volt a Magyar Királyságban, Zala vármegyében. Részben dombvidéken, részben a Mura partján helyezkedett el a vármegye délnyugati részén.
A járási székhelye Alsólendva, mai nevén Lendva volt. 72 község tartozott hozzá. A lakosság növénytermesztésből és állattenyésztésből élt.

## Története
A járás Magyarországon a trianoni békeszerződés előtt és 1941-1945 között létezett. 
1910-ben a járás lakossága 50.717 fő, ebből 28.772 (56.7%) magyar, 21.650 fő (42.7%) vend (szlovén), a maradék 0.6% zöme a német és a horvát nemzetiségekből tevődik össze.

## A járás Magyarországon maradt települései
- Alsószenterzsébet
- Baglad
- Belsősárd
- Bödeháza
- Csesztreg
- Cup, Zalabaksa része
- Felsőszenterzsébet
- Gáborjánháza
- Kálócfa
- Kerkabarabás
- Kerkakutas
- Kerkanémetfalu, Kerkafalva része
- Kerkapéntekfalu, Kerkafalva része
- Kerkaújfalu, Csesztreg része
- Kozmadombja
- Külsősárd
- Lendvadedes
- Lendvajakabfa
- Magyarföld
- Márokföld
- Nemesnép
- Pórszombat
- Pusztaszentpéter, Zalalövő része
- Ramocsa
- Rédics
- Resznek
- Szentgyörgyvölgy
- Szentistvánlak, Bödeháza része
- Szijártóháza
- Zalabaksa
- Zalaszombatfa

## Szlovéniábanlévő települései
- Adorjánfalva (Odranci)
- Alsóbeszterce (Dolnja Bistrica)
- Alsólakos (Dolnji Lakoš)
- Alsólendva (Lendava)
- Bagonya (Bogojina)
- Bakónak (Bukovnica)
- Bántornya (Turnišče)
- Bánuta (Banuta)
- Belatinc (Beltinci)
- Benice (Benica)
- Csentevölgy (Čentiba)
- Cserföld (Črenšovci)
- Felsőbeszterce (Gornja Bistrica)
- Felsőlakos (Gornji Lakoš)
- Göntérháza (Genterovci)
- Gyertyános (Gaberje)
- Filóc (Filovci)
- Hármasmalom (Trimlini)
- Hársliget (Lipovci)
- Hosszúfalu (Dolga vas)
- Hosszúfaluhegy (Dolgovaške Gorice)
- Kámaháza (Kamovci)
- Kapca (Kapca)
- Kebeleszentmárton (Kobilje)
- Kislippa (Lipa)
- Kispalina (Mala Polana)
- Kót (Kot)
- Középbeszterce (Srednja Bistrica)
- Lendvaerdő (Renkovci)
- Lendvahegy (Lendavske Gorice)
- Lendvahídvég (Mostje)
- Lendvahosszúfalu (Dolga vas)
- Lendvanyíres (Brezovica)
- Lendvarózsavölgy (Gančani)
- Lendvaszentjózsef (Gomilica)
- Lendvavásárhely (Dobrovnik)
- Murabaráti (Bratonci)
- Murahely (Dokležovje)
- Muramelence (Melinci)
- Murarév (Hotiza)
- Murasziget (Ižakovci)
- Nagypalina (Velika Polana)
- Őrszentvid (Strehovci)
- Petesháza (Petišovci)
- Pince (Pince)
- Pincemajor (Pince-Marof)
- Radamos (Radmožanci)
- Szécsiszentlászló (Motvarjevci)
- Tüskeszer (Trnje)
- Völgyifalu (Dolina pri Lendavi)
- Zalagyertyános (Gaberje)
- Zalaivánd (Ivanci)
- Zorkóháza (Nedelica)
- Zsitkóc (Žitkovci)
- Zsizsekszer (Žižk

## Fordítás
Ez a szócikk részben vagy egészben  a   Distrikto Alsólendva című eszperantó Wikipédia-szócikk fordításán alapul.  Az eredeti cikk szerkesztőit annak laptörténete sorolja fel. Ez a jelzés csupán a megfogalmazás eredetét és a szerzői jogokat jelzi, nem szolgál a cikkben szereplő információk forrásmegjelöléseként.